# بكتيريا مائية هونغ كونغية
بكتيريا مائية هونغ كونغية (الاسم العلمي: Aquabacterium hongkongensis) هي نوع من البكتيريا، سلبية الغرام، تتبع جنس البكتيريا مائية.